# Cephaloscyllium zebrum
Cephaloscyllium zebrum är en hajart som beskrevs av Last och White 2008. Cephaloscyllium zebrum ingår i släktet Cephaloscyllium och familjen rödhajar. IUCN kategoriserar arten globalt som otillräckligt studerad. Inga underarter finns listade i Catalogue of Life.